# Jon Knudsen
Jon Knudsen, född 20 november 1974, är en norsk före detta fotbollsmålvakt. Han blev norsk mästare med Stabæk 2008. Knudsen har tidigare i karriären representerat klubbar som Lillestrøm SK, Strømsgodset IF samt danska FC Midtjylland. Knudsen spelade 20 A-landskamper för Norge.

## Fotnoter
1. ↑  ”FBref.com spelar-ID”. https://fbref.com/en/players/824a60ac/.
2. ↑  Enbart offentliga personer (har wikipediaartiklar)
3. ↑  https://www.tv2.no/a/14884446/